# Niedermühle Bad Düben

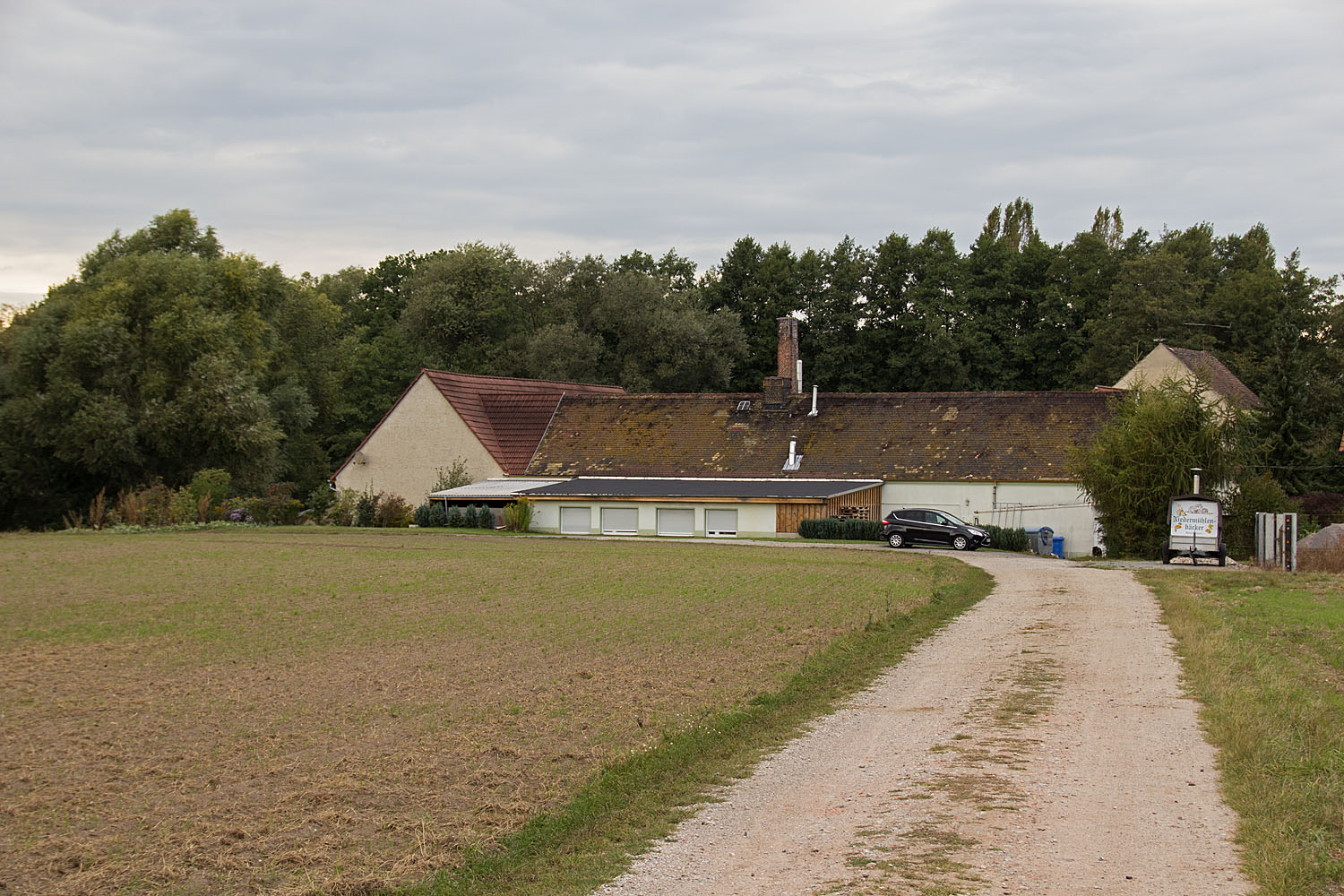
Hof der Niedermühle

Die Niedermühle Bad Düben ist eine 1351 erstmals erwähnte Mahl- und Sägemühle am Schleifbach in Bad Düben.

## Geschichte

### Mühle
Die nahe dem Schleifbach liegende Niedermühle wurde 1351 erstmals erwähnt, 1902 kaufte Max Küster sr. (geboren 1879 in Schwemsal, gelernter Bierbrauer) die Niedermühle von Herrn Schneider. Damals war es eine Mahl- und Sägemühle, wobei die Sägemühle von einem Feuer vernichtet wurde. Max Küster sr. erweiterte die Landwirtschaft, baute eine Scheune sowie Stallungen zum Dreiseitenhof aus. Am 18. September 1926 kam noch eine Bäckerei hinzu, dies war für die Bauern ein Vorteil, da diese ihr Getreide zur Mühle und das Mehl dann zum Bäcker brachten und ihnen hier ein Weg erspart blieb. Zweimal wöchentlich fuhr Max Küster sr. mit dem Pferd und dem Brotwagen über die Dörfer und lieferte den Bauern die Brote für 30 Pfennig je Dreikilobrot an. Bis 1960 wurden Mühle und Bäckerei von Max und Elli Küster betrieben, dann wurde die Bäckerei geschlossen und Anfang der 1960er Jahre der Mühlenbetrieb eingestellt. Im Jahr 1962 eröffnete der gelernte Bäcker Jürgen Paetsch die Bäckerei wieder, fortan wurde ausschließlich für die HO-Kaufhalle gebacken. In den Jahren 1978 und 1979 wurde die Bäckerei durch Ausbau von Stallungen vergrößert und die Anlagen modernisiert. Heute betreibt die Bäckerei in Bad Düben drei und in Delitzsch eine Filiale. Zudem beliefert es Hotels, Reha-Klinik und Waldkrankenhaus sowie Feinkostläden zwischen Berlin und Leipzig mit Backwaren.

### Familie
Max Küster sr. heiratete 1904 Olga Griehl, die Tochter des Bergschiffmüllers auf dem Alaunwerk, 1906 kam Sohn Max Küster jr. zur Welt und 1908 Sohn Fritz Küster, der sehr früh verstarb. Max Küster jr. heiratete 1932 seine Frau Elli Strähnz und die Töchter Christa Küster (* 1932), Gudrun Küster (* 1936) und Barbara Küster (* 1950) wurden geboren. Im Jahr 1942 musste Max Küster jr. in den Krieg ziehen, 1946 verstarb sein Vater Max Küster sr. worauf die Schwiegertochter Elli den Betrieb mit Mühle, Bäckerei und Landwirtschaft weiter leitete. Nach Kriegsende kam Max Küster jr. 1948 mit gesundheitlichen Schäden aus der Kriegsgefangenschaft zurück. Die Tochter Gudrun Küster heiratete 1959 ihren Mann Jürgen Paetsch, 1959 kam Sohn Heiko Paetsch zur Welt. Heiko Paetsch legte 1989 seine Meisterprüfung ab, im Jahr 2000 übergab Jürgen Paetsch die Bäckerei an seinen Sohn Heiko Paetsch, welcher die Bäckerei bis heute betreibt und mehrere Verkaufsstellen in Bad Düben betreibt.
Stammbaum
|                         |                         |                         |                         |                         |                         | Olga Griehl  | Olga Griehl  | Olga Griehl            | Olga Griehl            | Olga Griehl            | Olga Griehl            |                          |                          |                          |                          |                          |                          | Max Küster sen. (* 1879) | Max Küster sen. (* 1879) | Max Küster sen. (* 1879) | Max Küster sen. (* 1879) | Max Küster sen. (* 1879) | Max Küster sen. (* 1879) |                |                |  |  |                         |                         |                         |                         |                         |                         |
|                         |                         |                         |                         |                         |                         | Olga Griehl  | Olga Griehl  | Olga Griehl            | Olga Griehl            | Olga Griehl            | Olga Griehl            |                          |                          |                          |                          |                          |                          | Max Küster sen. (* 1879) | Max Küster sen. (* 1879) | Max Küster sen. (* 1879) | Max Küster sen. (* 1879) | Max Küster sen. (* 1879) | Max Küster sen. (* 1879) |                |                |  |  |                         |                         |                         |                         |                         |                         |
|                         |                         |                         |                         |                         |                         |              |              |                        |                        |                        |                        |                          |                          |                          |                          |                          |                          |                          |                          |                          |                          |                          |                          |                |                |  |  |                         |                         |                         |                         |                         |                         |
|                         |                         |                         |                         | Elli Strähnz            | Elli Strähnz            | Elli Strähnz | Elli Strähnz | Elli Strähnz           | Elli Strähnz           |                        |                        | Max Küster jun. (* 1906) | Max Küster jun. (* 1906) | Max Küster jun. (* 1906) | Max Küster jun. (* 1906) | Max Küster jun. (* 1906) | Max Küster jun. (* 1906) |                          |                          |                          |                          |                          |                          |                |                |  |  |                         |                         |                         |                         |                         |                         |
|                         |                         |                         |                         | Elli Strähnz            | Elli Strähnz            | Elli Strähnz | Elli Strähnz | Elli Strähnz           | Elli Strähnz           |                        |                        | Max Küster jun. (* 1906) | Max Küster jun. (* 1906) | Max Küster jun. (* 1906) | Max Küster jun. (* 1906) | Max Küster jun. (* 1906) | Max Küster jun. (* 1906) |                          |                          |                          |                          |                          |                          |                |                |  |  |                         |                         |                         |                         |                         |                         |
|                         |                         |                         |                         |                         |                         |              |              |                        |                        |                        |                        |                          |                          |                          |                          |                          |                          |                          |                          |                          |                          |                          |                          |                |                |  |  |                         |                         |                         |                         |                         |                         |
|                         |                         |                         |                         |                         |                         |              |              |                        |                        |                        |                        |                          |                          |                          |                          |                          |                          |                          |                          |                          |                          |                          |                          |                |                |  |  |                         |                         |                         |                         |                         |                         |
| Christa Küster (* 1932) | Christa Küster (* 1932) | Christa Küster (* 1932) | Christa Küster (* 1932) | Christa Küster (* 1932) | Christa Küster (* 1932) |              |              | Gudrun Küster (* 1936) | Gudrun Küster (* 1936) | Gudrun Küster (* 1936) | Gudrun Küster (* 1936) | Gudrun Küster (* 1936)   | Gudrun Küster (* 1936)   |                          |                          |                          |                          |                          |                          | Jürgen Paetsch           | Jürgen Paetsch           | Jürgen Paetsch           | Jürgen Paetsch           | Jürgen Paetsch | Jürgen Paetsch |  |  | Barbara Küster (* 1950) | Barbara Küster (* 1950) | Barbara Küster (* 1950) | Barbara Küster (* 1950) | Barbara Küster (* 1950) | Barbara Küster (* 1950) |
| Christa Küster (* 1932) | Christa Küster (* 1932) | Christa Küster (* 1932) | Christa Küster (* 1932) | Christa Küster (* 1932) | Christa Küster (* 1932) |              |              | Gudrun Küster (* 1936) | Gudrun Küster (* 1936) | Gudrun Küster (* 1936) | Gudrun Küster (* 1936) | Gudrun Küster (* 1936)   | Gudrun Küster (* 1936)   |                          |                          |                          |                          |                          |                          | Jürgen Paetsch           | Jürgen Paetsch           | Jürgen Paetsch           | Jürgen Paetsch           | Jürgen Paetsch | Jürgen Paetsch |  |  | Barbara Küster (* 1950) | Barbara Küster (* 1950) | Barbara Küster (* 1950) | Barbara Küster (* 1950) | Barbara Küster (* 1950) | Barbara Küster (* 1950) |
|                         |                         |                         |                         |                         |                         |              |              |                        |                        |                        |                        |                          |                          |                          |                          |                          |                          |                          |                          |                          |                          |                          |                          |                |                |  |  |                         |                         |                         |                         |                         |                         |
|                         |                         |                         |                         |                         |                         |              |              |                        |                        |                        |                        |                          |                          | Heiko Paetsch (* 1959)   |                          |                          |                          |                          |                          |                          |                          |                          |                          |                |                |  |  |                         |                         |                         |                         |                         |                         |

## Veranstaltungen

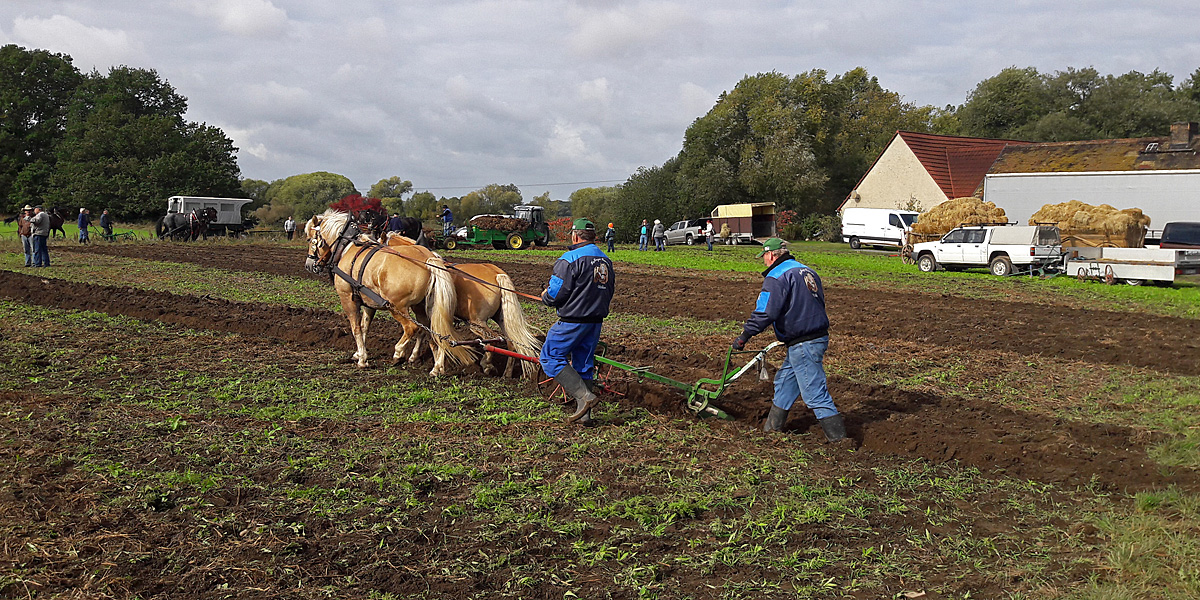
Schaupflügen beim Hoffest an der Niedermühle in Bad Düben

### Mühlentag
Jährlich am Pfingstmontag findet der Deutsche Mühlentag statt. Zu diesem Anlass öffnet die Mühle ihre Türen für die Besucher und lädt zum „Mühlenschmaus“ ein.

### Hoffest
Seit 2006 findet jährlich am 3. Oktober an der Niedermühle ein Hoffest statt. Bei Musik und Unterhaltung kann die Mühle und die Backstube besichtigt werden.

### Adventglühen
Im Dezember, der Vorweihnachtszeit, wird in Zusammenarbeit mit dem Verein der Obermühle Bad Düben ein Adventsglühen mit buntem Adventsmarkt durchgeführt.